# Subancistrocerus bambogensis
Subancistrocerus bambogensis är en stekelart som beskrevs av Giordani Soika 1981. Subancistrocerus bambogensis ingår i släktet Subancistrocerus och familjen Eumenidae. Inga underarter finns listade i Catalogue of Life.